# Dysphania leucophorata
Dysphania leucophorata är en fjärilsart som beskrevs av Max Joseph Bastelberger 1907. Dysphania leucophorata ingår i släktet Dysphania och familjen mätare. Inga underarter finns listade i Catalogue of Life.